# Mike Ryan (maratoneta)
Michael Robert Ryan, detto Mike (Bannockburn, 26 dicembre 1941), è un ex maratoneta neozelandese, vincitore della medaglia di bronzo ai Giochi olimpici di Città del Messico 1968.
In precedenza, nel 1966, era giunto primo nella maratona di Fukuoka, con la miglior prestazione mondiale stagionale.

## Palmarès
| Anno | Manifestazione          | Sede              | Evento   | Risultato | Prestazione | Note |
| ---- | ----------------------- | ----------------- | -------- | --------- | ----------- | ---- |
| 1966 | Giochi del Commonwealth | Kingston          | Maratona | Bronzo    | 2h27'59"    |      |
| 1968 | Giochi olimpici         | Città del Messico | Maratona | Bronzo    | 2h23'45"    |      |

## Campionati nazionali
1966
- Argento ai campionati neozelandesi di maratona - 2h19'21"

1967
- Oro ai campionati neozelandesi di corsa campestre - 38'30"

1968
- Argento ai campionati neozelandesi di maratona - 2h30'09"

1971
- Oro ai campionati neozelandesi, 5000 m piani - 14'17"8

## Altre competizioni internazionali
1966
- Oro alla Maratona di Fukuoka ( Fukuoka) - 2h14'05"

1967
- 9º alla Maratona di Fukuoka ( Fukuoka) - 2h15'41"

1969
- 11º alla Maratona di Atene ( Atene) - 2h25'28"